# Посёлок Лесозавода (Смоленская область)
Посёлок Лесозавода — посёлок в Ершичском районе Смоленской области России. Входит в состав Ершичского сельского поселения. Население — 1 житель (2007 год). 
Расположена в южной части области в 2 км к востоку от Ершичей, в 23 км юго-западнее автодороги А141 Орёл — Витебск. В 21 км северо-западнее посёлка расположена железнодорожная станция Самолюбовка на линии Рославль — Кричев. 

## История
В годы Великой Отечественной войны посёлок была оккупирована гитлеровскими войсками в августе 1941 года, освобождена в сентябре 1943 года.